# تنورة مطوقة
التنورة المُطَوَّقة هي نوع من التنانير التي تلبس داخلياً تحت الملابس الخارجية عند النساء من أجل أن تتوسع التنورة وترتفع إلى الأعلى عن الأرض بشكل وطراز معين.
انتشر ارتداء التنانير المطوقة في أوروبا، وكان منها أشكال مختلفة. مثال عليها:
- التنورة المقببة في إسبانيا verdugado في القرن السادس عشر.
- التنورة الموسعة في القرن الثامن عشر.
- الكرينولين في القرن التاسع عشر.

## طالع المزيد
- تنورة